# Haematopota lambi
Haematopota lambi är en tvåvingeart som beskrevs av Villeneuve 1921. Haematopota lambi ingår i släktet Haematopota och familjen bromsar. Inga underarter finns listade i Catalogue of Life.